# Kongnathichai Boonma
Kongnathichai Boonma (thailändisch ก้องนทีชัย บุญมา, * 7. März 1987), auch als Kong bekannt, ist ein thailändischer Fußballspieler.

## Karriere
Kongnathichai Boonma spielte bis 2016 beim PT Prachuap FC. Der Verein aus Prachuap spielte in der zweiten Liga des Landes, der Thai Premier League Division 1. 2017 wechselte er nach Sukhothai, wo er sich dem Erstligisten Sukhothai FC anschloss. Für Sukhothai absolvierte er bis 2019 76 Spiele in der Thai League. 2020 unterschrieb er einen Vertrag beim Erstligaabsteiger Chiangmai FC in Chiangmai. Hier stand er bis Ende Mai 2021 unter Vertrag. Für Chiangmai stand der 15-mal in der zweiten Liga auf dem Spielfeld. Am 31. Mai 2021 wechselte er zum Ligakonkurrenten Nakhon Pathom United FC. Am Ende der Saison 2022/23 feierte er mit dem Verein aus Nakhon Pathom die Meisterschaft und den Aufstieg in die erste Liga. Im Juni 2024 wurde sein Vertrag bei dem Erstligisten nicht verlängert. Im August 2024 unterschrieb er in Chainat einen Vertrag beim Zweitligisten Chainat Hornbill FC. Für den Verein aus Chai NatChainat bestritt er 27 Ligaspiele. Hierbei erzielte er drei Treffer. Nach nur einer Spielzeit wechselte er im Sommer 2025 in die dritte Liga. Hier schloss er sich in Samut Sakhon dem Samut Sakhon City FC an. Mit dem Verein spielt er in der Western Region der Liga.

## Erfolge
Nakhon Pathom United FC
- Thailändischer Zweitligameister: 2022/23  ▲